# Tadeusz Morzy
Tadeusz Morzy (zm. 21 stycznia 2025) – polski inżynier informatyk, profesor nauk technicznych. Specjalizował się w bazach danych, eksploracji danych oraz hurtowniach danych. Był profesorem zwyczajnym w Instytucie Informatyki Wydziału Informatyki Politechniki Poznańskiej.
Stopień doktorski uzyskał na Politechnice Poznańskiej w 1983. Habilitował się w 1993 na podstawie dorobku naukowego i rozprawy pt. Zarządzanie współbieżnym wykonywaniem transakcji w systemach wielowersyjnych baz danych. Tytuł naukowy profesora nauk technicznych został mu nadany w 2005. Był członkiem Polskiego Towarzystwa Informatycznego, Komitetu Informatyki PAN oraz Association for Computing Machinery. Poza Politechniką pracował także jako profesor w poznańskim Collegium Da Vinci.

## Wybrane publikacje
W dorobku publikacyjnym T. Morzego znajdują się m.in.:
- Język programowania PL/M-86 (współautor wraz z W. Wieczerzyckim), wyd. Politechniki Poznańskiej, Poznań 1990
- Advances in Databases and Information Systems (współredaktor tomu wraz z W. Litwin i G. Vossen), wyd. Springer 1998, ISBN 978-3-540-64924-3
- Odkrywanie asocjacji: algorytmy i struktury danych, wyd. Instytut Chemii Bioorganicznej PAN 2004, ISBN 83-7314-097-2
- Advances in Databases and Information Systems (współredaktor tomu wraz z J. Grundspenkis i G. Vossen), wyd. Springer 2009, ISBN 978-3-642-03972-0
- Advances in Databases and Information Systems (współredaktor wraz z T. Härderem i R. Wrembelem), wyd. Springer 2012, ISBN 978-3-642-33073-5
- Advances in Databases and Information Systems (współredaktor wraz z T. Härderem i R. Wrembelem), wyd. Springer 2013, ISBN 978-3-642-32740-7
- Eksploracja danych. Metody i algorytmy, Wydawnictwo Naukowe PWN, Warszawa 2013, ISBN 978-83-01-17175-9
- New Trends in Databases and Information Systems (współredaktor tomu wraz z P. Valduriez i L. Bellatreche), wyd. Springer 2015, ISBN 978-3-319-23200-3
- ponadto rozdziały w książkach i artykuły publikowane w takich czasopismach jak m.in. "Advances in Knowledge Discovery and Data Mining"